# Autoestrada A13
La A13 o Autopista Interior de Pinhal es una autopista portuguesa, que conecta Coimbra con Marateca, conectando las subregiones de la Región de Coimbra, la Región de Leiria y el Médio Tejo, pertenecientes a la Región Central, con las subregiones de Lezíria do Tejo y Alentejo Central, pertenecientes a la Región del Alentejo, con una longitud total de 162,5 km.
Actualmente, consta de dos secciones separadas:
Marateca – Almeirim – tramo que establece la conexión natural entre el Sur de Portugal (Alentejo y Algarve) y las regiones del norte de Lisboa, conectando la Autopista A 2 – Autopista del Sur y la Autopista A 6 – Alentejo, en Marateca, con la Autopista A 1 – Norte, en Almeirim/Santarém. La construcción de este tramo estaba prevista en el Plan Nacional de Carreteras y la responsabilidad de su construcción (y mantenimiento) fue otorgada a Brisa en 1997. Con una longitud de 76 km, se completó en 2005.
Entroncamento – Coimbra – tramo que conecta la A23 (antigua IP6), en Entroncamento, y Coimbra, pasando por Tomar y la subregión de Pinhal Interior Norte. La construcción de este tramo no estaba prevista en el Plan Nacional de Vialidad, que en cambio preveía la construcción de la IC3 con un perfil de carratera de 1 carril. De hecho, cuando en 2008 el gobierno (de José Sócrates) anunció el lanzamiento de la subconcesión Pinhal Interior para construir este nuevo tramo, en ese momento ya estaban en funcionamiento algunos tramos de la carratera IC3; estos tramos acabarían siendo destruidos para la construcción de la autopista (en el caso de la circunvalación de Tomar) o degradados al tráfico local (en el caso de la circunvalación de Avelar). La subconcesión de Pinhal Interior fue entregada a Ascendi en 2010. Con una longitud de 83 km, el tramo Entroncamento-Coimbra de la A13 se completó en 2014. A principios de 2024 se redujo el coste de los pórticos en este tramo. Luego de la propuesta de fin de los telepeajes en los antiguos SCUTs del interior, aprobada el 2 de mayo de 2024, no habrá cobro de peajes el 1 de enero de 2025.
Entre Marateca y Almeirim, la A13 es concesionada por Brisa, y se cobra por medio de un peaje físico. En el tramo comprendido entre la A 23 y Ceira, la A13 pertenece a la subconcesión Pinhal Interior, concesionada por Ascendi. En este tramo existe un telepeaje, quedando exento de pago el tráfico local, es decir, los viajes entre dos nodos sucesivos están exentos de pago, a excepción del tramo Avelar Sul / Avelar Norte en el que todo el tráfico paga peajes.